# Райт Сити
Райт Сити (на английски: Wright City) е град в окръг Уорън, Мисури, Съединени американски щати. Намира се на 80 km западно от Сейнт Луис. Населението му е 3691 души (по приблизителна оценка от 2017 г.).
В Райт Сити е роден теологът Райнхолд Нибур (1892 – 1971).